# Taeniacanthus
Taeniacanthus is een geslacht uit de Taeniacanthidae, een familie uit de orde Poecilostomatoida van de Copepoda of eenoogkreeftjes.

## Soorten
| - T. acanthocepolae - T. aluteri - T. anguillaris - T. balistae - T. brayae - T. carchariae - T. coelus - T. comparatus - T. cynoglossi - T. dentatus - T. digitatus - T. fugu - T. glomerosus - T. kiemae - T. kitamakura - T. lagocephali - T. laqueus | - T. larsonae - T. longicervis - T. lucipetus Grondelnijntje - T. mcgroutheri - T. miles - T. moa - T. neopercis - T. nudicauda - T. occidentalis - T. onosi - T. ostracionis - T. papulosus - T. pectinatus - T. petilus | - T. platycephali - T. pollicaris - T. pseudorhombi - T. pteroisi - T. rotundiceps - T. sauridae - T. sebastichthydis - T. similis - T. spiniferus - T. tetradonis - T. thackerae - T. williamsi - T. wilsoni - T. yamagutii - T. zeugopteri |